# گوتی (فیلم ۲۰۱۸)
گوتی (انگلیسی: Gotti) فیلمی در ژانر درام زندگی نامه در مورد جان گوتی مافیای ایتالیایی به کارگردانی کوین کانلی است که در سال ۲۰۱۸ منتشر شد. از بازیگران آن می‌توان به جان تراولتا و کلی پرستون اشاره کرد.